# Ida McKinley
Ida Saxton McKinley (Canton, 8 giugno 1847 – Canton, 26 maggio 1907) fu la moglie di William McKinley, venticinquesimo presidente degli Stati Uniti d'America.

## Biografia
Ida Saxton nacque a Canton nell'Ohio, da James Saxton, importante banchiere, e Katherine DeWalt-Saxton. Conobbe William "Bill" McKinley durante un picnic nel 1867, ma non si frequentarono prima del 1869. Mentre era ancora single, Ida Saxton lavorò come cassiera presso la banca del padre, un'occupazione che all'epoca era piuttosto insolita per una donna. William McKinley sposò Ida Saxton il 25 gennaio 1871, quando lei aveva ventitré anni. I McKinley ebbero due figlie, entrambe morte durante l'infanzia: Katherine McKinley (1871-1875) e Ida McKinley (aprile-agosto 1873). In seguito alla morte delle due figlie e a quella di sua madre, la giovane Ida, già piuttosto cagionevole di salute e di temperamento nervoso, sviluppò l'epilessia divenendo totalmente dipendente dal marito.
Quando fu eletto presidente degli Stati Uniti, William McKinley continuò a prendersi amorevolmente cura della moglie. A differenza di come accadeva di solito, il presidente voleva che la first lady si sedesse al suo fianco durante le cene ufficiali, anziché all'altro capo del tavolo. Ogni volta che la moglie stava per avere un attacco, il presidente posava delicatamente un fazzoletto sul suo viso, per nasconderne le contorsioni, per poi rimuoverlo quando tutto era finito. Quando il presidente fu ucciso da Leon Czolgosz a Buffalo nel settembre 1901, la signora McKinley perse quasi completamente la voglia di vivere e si trasferì nella sua città natale, Canton, dove, assistita dalla sorella minore, morì il 26 maggio 1907 all'età di cinquantanove anni.